# Caroline Corr
Caroline Corr, född 17 mars 1973 i Dundalk, Irland, är trummis och sångerska i den irländska gruppen The Corrs som består av hennes syskon Andrea, Sharon och Jim Corr.